# Joint Tactical Radio System
JTRS (англ. Joint Tactical Radio System) — перспективная военная радиосистема связи американской армии, программа по разработке которой финансировалась с середины 90-х по 2012 год. Изначально система была предназначена для замены 25-30 разных типов военных радиосистем (многие из которых не могли связываться друг с другом) на одну программную радиосистему, которая могла бы работать во всех диапазонах частот.
Планировалось, что система связи начнет широко использоваться после 2010 года. JTRS использовала широкодиапазонные радиостанции, использующие принципы программно-определяемых радиосистем (SDR), что дает возможность работать с множеством существующих военных и гражданских радиосредств. На базе JTRS могут создаваться беспроводные самоорганизующиеся сети с высокой пропускной способностью.
Работа над программой JTRS заняла больше времени, чем планировалось, сроки часто переносились и наблюдались факты перерасходов. Проблемы во время разработки были связаны с технической сложностью разрабатываемой системы, что приводило к изменению технических требований в ходе работы, привлечению к работе множества различных организаций и децентрализованным характером управления разработкой.
JTRS построена на основе открытой архитектуры SCA, которая определяет структуру приложений и протоколов связи (waveforms). Совместимость различных радиостанций увеличивается вследствие того, что программные компоненты протоколов связи легко переносятся на любые радиостанции поддерживающие архитектуру SCA. Направления разработки JTRS:
- Наземный домен (Ground Domain)
  - Ground Mobile Radio (GMR). Разрабатывается для армейских формирований для комплектования наземных транспортных средств. В домен включена разработка протокола связи WNW. Основной разработчик — фирма Boeing. Изначально стоимость программы составляла $370 миллионов, однако в настоящее время стоимость уже превысила $1.4 миллиарда.
  - HMS (Handheld, Manpack and Small form factor). Портативные и носимые радиостанции
- Радиостанции для ВВС, ВМФ и стационарные (Airborne, Maritime, Fixed Station — AMF). Объединяет разработку радиостанций для ВМС, ВВС, армейских вертолетов. Первоначальная оценка стоимости разработки составляла — $500 миллионов, однако в начале 2008 года на программу было выделено дополнительные $700 миллионов. 28 марта 2008 Lockheed Martin объявила, что она была выбрана JTRS Joint Program Executive Office (учреждением, ведущим общее управление программой JTRS) в качестве основного разработчика программы. Стоимость первоначального контракта на дизайн и опытного демонстрационного образца — $766 миллионов.
- Радиостанции специального назначения (Special Radios). Разработка радиостанций для сил специальных операций (USSOCOM)
- Сетевой домен (Networking Enterprise Domain). Разработка протоколов связи (waveforms) и программного обеспечения управления сетями для всех JTRS радиостанций.

## Проблемы
В марте 2005, программа JTRS была реструктурирована. Было создано специальное учреждение — Joint Program Executive Office (JEPO), которое взяло на себя общее управление программой.
В марте 2006 JEPO рекомендовало изменить структуру управления проектом, ограничить объем работ по проекту, отодвинуть сроки сдачи, выделить дополнительные средства. Эти рекомендации были приняты.
В сентябре 2006 года правительственная аудиторская комиссия заявила, что эти изменения помогли уменьшить риски перерасхода средств и срыва сроков до умеренного уровня.
МО США уже не планирует быстро заменить все 750000 тактических радиостанций. Бюджет программы составлял $6.8 миллиарда на производство 180000 радиостанций.
22 июня 2007 JPEO подписал первый контракт на поставку JTRS радиостанций. По контракту Harris Corporation получал $2.7 миллиарда и Thales Communications Inc. получало $3.5 миллиарда на поставку оборудования в течение первого года. В течение 5 лет Harris может получить до $7 миллиардов, Thales — до $9 миллиардов.
10 января 2012 года в ряде изданий опубликована критическая статья военного обозревателя David Axe и интервью с ним, в которых журналист сообщает о досрочном прекращении разработки универсальной радиостанции для наземных транспортных средств Ground Mobile Radio (GMR).
12 сентября 2012 года поступила информация, что армия США закупает переносные радиостанции, сертифицированные и совместимые с JTRS: фирмы Thales Communications’ переносная радиостанция модель AN/PRC-148 и компонента VRC-111 для установки на автомобиле, фирмы Harris Corp. модели Falcon III PRC-152-C/ VRC-110. Общая сумма заключенных контрактов — $10 миллиардов.

## Протоколы связи (waveforms)

### Soldier Radio Waveform (SRW)
Soldier Radio Waveform (SRW) — закрытый протокол радиосвязи в JTRS (Joint Tactical Radio System) радиостанциях. Протокол предназначен для будущей замены SINCGARS радиостанций и ориентирован на портативные, малопотребляющие энергию радиостанции. Скорость передачи данных в обычном режиме — от 450Кбит/с до 1.2Мбит/с, в режиме малозаметности для средств радиоэлектронного наблюдения противника — от 1.2 Кбит/с до 23.4 Кбит/с.

### Wideband Networking Waveform (WNW)
Wideband Networking Waveform (WNW) — закрытый сетевой протокол радиосвязи в JTRS-радиостанциях для работы в широких диапазонах радиочастот (от 2 МГц до 2 ГГц). Протокол предназначен для построения мобильных самоорганизующихся ad-hoc сетей, которые позволяют передавать голос, данные, и видеоинформацию с различными независимыми политиками безопасности. Обеспечивает современные возможности маршрутизации и высокоскоростную передачу данных. В настоящее время находится в разработке компанией Boeing в рамках возимых JTRS-радиостанций GMR (Ground Mobile Radio). На физическом уровне применяется модуляция COFDM.
Скорость передачи данных на физическом уровне от 47 Kbps до 12.1 Mbps. WNW планируется использовать в защищенных опорных сетях тактического звена управления.
10 июня 2009 Boeing объявил об успешной демонстрации WNW в условиях городской застройки. 30 возимых JTRS радиостанций были размещены в условиях близких к реальным, и по протоколу WNW создали сеть, по которой осуществлялась передача данных.

### Mobile User Objective System (MUOS)
Предоставление спутниковой связи мобильным абонентам с помощью геосинхронных спутников.

### SINCGARS
SINCGARS (Single Channel Ground Air Radio System) — автоматизированная система управления и связи компонентов сухопутных войск: пехотных, танковых, воздушно-десантных и артиллерийских частей и подразделений. Многокальная и помехоустойчивая аппаратура связи в виде носимых, возимых и авиационных радиостанций. Разработана корпорацией ITT, производилась на заводах ITT и General Dynamics.
Enhanced SINCGARS Improvement Program (ESIP), 30-88 MHz, ЧМ, ППРЧ

#### HAVE QUICK
HAVE QUICK II military aircraft radio, 225—400 MHz, АМ, ППРЧ